# Тетрастигма
Тетрастигма (лат. Tetrastigma) — род растений семейства Виноградовые. Известно более 130 видов этого рода из Южной и Юго-Восточной Азии, а также северной Австралии (1 вид). Несколько видов используются в декоративных целях и в качестве комнатных растений под названием «комнатный виноград», «дикий виноград».
Название рода происходит от др.-греч. τέτρα — «четыре», и лат. stigma — «рыльце» (от др.-греч. στίγμα — знак, метка, пятно): по наличию 4-раздельного или 4-лопастного рыльца. Растения представляют собой вечнозелёные лианы, достигающие длины 50 м и более. Листья 3- , 5-  или 7-дольчатые, крупные. Цветки мелкие, собраны в многоцветковые ложные зонтики; рыльце 4-дольчатое, рассечённое.
Ископаемый фрагмент семян раннего миоцена Tetrastigma sp. был найден в чешской части бассейна Циттау.
Макрофоссилии были обнаружены на позднем занклском ярусе плиоцена в Покапалье, Италия.

## Виды
По информации базы данных Plants of the World Online (2023 год) род включает 137 видов тетрастигмы. Некоторые из них:
- Tetrastigma bracteolatum (Wall.) Planch.
- Tetrastigma harmandii Planch.
- Tetrastigma leucostaphylum (Dennst.) Alston ex Mabb., (syn. Tetrastigma lanceolarium Planch. — Тетрастигма ланцетная), выращивается в качестве декоративной комнатной культуры.
- Tetrastigma voinierianum (Baltet) Pierre ex Gagnep. — Тетрастигма Вуанье, наиболее распространённый вид тетрастигм в комнатной культуре.
- Tetrastigma nitens (F.Muell.) Planch.
- Tetrastigma planicaule (Hook.f.) Gagnep.
- Tetrastigma pubinerve (Merr.) & Chun
- Tetrastigma serrulatum (Roxb.) & Planch.